# Amphilimna polyacantha
Amphilimna polyacantha är en ormstjärneart som beskrevs av Yin-Xia Liao 1983. Amphilimna polyacantha ingår i släktet Amphilimna och familjen trådormstjärnor. Inga underarter finns listade i Catalogue of Life.